# Indische Badmintonmeisterschaft 1938/39
Die Indische Badmintonmeisterschaft der Saison 1938/39 fand in Kalkutta statt. Es war die fünfte Austragung der nationalen Titelkämpfe im Badminton in Indien.

## Titelträger
| Disziplin    | Sieger                     |
| ------------ | -------------------------- |
| Herreneinzel | George Lewis               |
| Dameneinzel  | Pearl Goss                 |
| Herrendoppel | George Lewis Kartar Singh  |
| Damendoppel  | Pearl Goss K. Minos        |
| Mixed        | George Lewis Novina George |